# Специальный духовный суд
Специальный духовный суд или Специальный суд для священнослужителей (перс. دادگاه ویژه روحانیت‎) — это особая иранская судебная система для рассмотрения дел исламских священнослужителей и ученых, обвиняемых в ненадлежащей деятельности и поведении, неподобающем священнослужителю. Суд функционирует независимо от обычной судебной системы и подотчетен только Высшему руководителю. Глава Специального суда напрямую подчиняется Высшему руководителю, и его решения не могут быть обжалованы.
Самым заметным судебным процессом, который рассматривал Специальный духовный суд было дело Абдуллы Нури, который стал самым высокопоставленным исламским политиком со времен иранской революции, приговоренным в 1999 году к 5-летнему тюремному заключению за «политическое и религиозное инакомыслие».
Специальный духовный суд был учрежден в июне 1979 года по приказу аятоллы Рухоллы Хомейни. Впоследствии был упразднен, но после снова восстановлен в 1987 году. Он был полностью институционализирован и наделен «кодексом» в 1991 году при Высшем руководителе Али Хаменеи. Этот кодекс был пересмотрен и расширен в 2005 году.

## История
В первые годы иранской революции были созданы Специальный суд для священнослужителей для рассмотрения «преступных» действий, совершенных членами духовенства. Данный суд рассматривал не только преступления, но и действия, которые были направлены против консолидации власти аятоллой Хомейни. Поскольку к этому времени новая судебная структура Исламской Республики была уже разработана, Специальный духовный суд не задумывался как её составная часть. В 1987 году Специальный духовный суд был снова воссоздан, чтобы рассмотреть дело Мехди Хашеми, который открыто критиковал тайное сотрудничество Тегерана с Вашингтоном (т. н. дело «Иран-контрас»). Столкнувшись с неодобрением неконституционности данного Суда, Хомейни в письме к Меджлису рекомендовал депутатам, чтобы после окончания ирано-иракской войны специальные суды начали работу в пределах конституционного законодательства. В письме 1988 года, адресованному депутатам Третьего меджлиса, Хомейни говорил: «Многие постановления и указы, которые я издал за последние несколько лет, были вызваны тем, что Исламская революция и Исламская республика ещё не достигли стабильности, а также из-за особых чрезвычайных условии, вызванных войной. Однако теперь, когда война окончена и мы приближаемся к стабильности, мы должны вернуться к Конституции, и все должно быть определено в рамках Конституции».

## Суд и закон
Легализация и интеграция Специального суда в официальную систему правосудия так и не состоялась, и поэтому суды для духовенства продолжают функционировать под прямой юрисдикцией Высшего руководителя, а не, как все другие суды в Иране, под судебной системой. В то время как судьи других судов назначаются главой судебной власти, судьи и прокуроры Специального суда назначаются непосредственно Высшим руководителем. Судебная власть не имеет полномочий мониторить, контролировать или вмешиваться в дела Специального суда. Верховный суд, будучи частью судебной системы, не обладает юрисдикцией рассматривать дела Специального суда. Вместо этого апелляции рассматриваются другой палатой клерикального суда. Все судебные разбирательства закрыты для публики, и любые другие законы, которые могут применяться к судебным разбирательствам и условиям содержания в тюрьмах в стране, не применяются к Специальному суду. «Нетрудно увидеть, как Специальный суд, учитывая их правовой статус за пределами какой-либо подотчетной, прозрачной проверки, проводимой правительственным учреждением, отличным от Управления Высшего руководителя, мог бы превратиться в основной инструмент Высшего руководителя для дисциплинарного взыскания и преследования клерикалов-диссидентов».
Поскольку дела передаются в Специальный суд непосредственно аппаратом Высшего руководителя, теоретически Высший руководитель может передать в Специальный суд любое дело, которое, по его мнению, связано с каким-либо «преступлением». Обвиняемым могут быть назначены суровые наказания, в том числе смертная казнь.
Очень часто обвиняемых своевременно не информируют о предъявленных обвинениях. Несмотря на то, что статья 32 Конституции Ирана гласит, что обвиняемый должен быть должным образом привлечен к ответственности, а обвинения против него должны быть изложены четко и письменно, Специальный суд часто нарушает этот принцип.
Специальный суд также де-факто придерживается другого подхода, чем судебная система, в отношении признанных источников права. Хотя ст. 167 конституции ставит исламские источники второстепенными по отношению к любому кодифицированному закону, Специальный суд считает уголовные кодексы вторичными по сравнению с современной фетвой.
Иранские консерваторы считают, что Высший руководитель Ирана имеет право создавать новые суды, если он пожелает — они говорят, что в соответствии с конституцией Ирана Высший руководитель обладает абсолютной властью, а конституция представляет собой наименьшую из полномочий, которые ему разрешено осуществлять.

## Прочие функции
Специальные суды выносит приговоры не только преступникам и инакомыслящим священнослужителям. Они также подвергают цензуре и конфискации произведения, которые могут бросить вызов теологическому и юридическому авторитету Рахбара, особенно те произведения, написанные высокопоставленными аятоллами, которые выступают против доктрины «Вилаят аль-факих» или определённой политики режима.
25 июня 2000 года Специальный суд приказал тегеранской ежедневной газете «Bayan», которым руководил Худжат аль-ислам Али Акбар Мохташамипур, прекратить публикацию. Мохташамипур был бывшим министром внутренних дел и помощником президента Мохаммада Хатами.
Параллель между Специальным судом и Звездной палатой Вестминстерского дворца слишком близка, чтобы её не заметить. Палата заседала тайно, без присяжных, обладала произвольными полномочиями и жестоко расправлялась с противниками Короля, которые были слишком сильны, чтобы с ними справиться, опираясь лишь на обычные законы.
25 июля 1999 года Специальный суд признал Генерального секретаря «Ассоциации боевого духовенства» Мохаммада Мусави Хоийниха виновным в том, что издатель газеты «Salam» «клеветал и распространял ложную информацию». Он был приговорен к трем годам тюремного заключения и избиению плетью. Однако суд приостановил этот приговор и сократил его наказание до штрафа в размере 23 миллионов риалов ($13 000) «из-за его безупречных революционных способностей». Менее чем через две недели Специальный суд «наложил пятилетний запрет на газету и запретил Мусави Хоийнихе заниматься журналистикой на три года». Суд постановил, что журналист «виновен в распространении недостоверных и искаженных новостей, направленных на нанесение ущерба общественному мнению». Этот инцидент привел к шестидневным студенческим демонстрациям в Тегеране.